# Kiewit Plaza

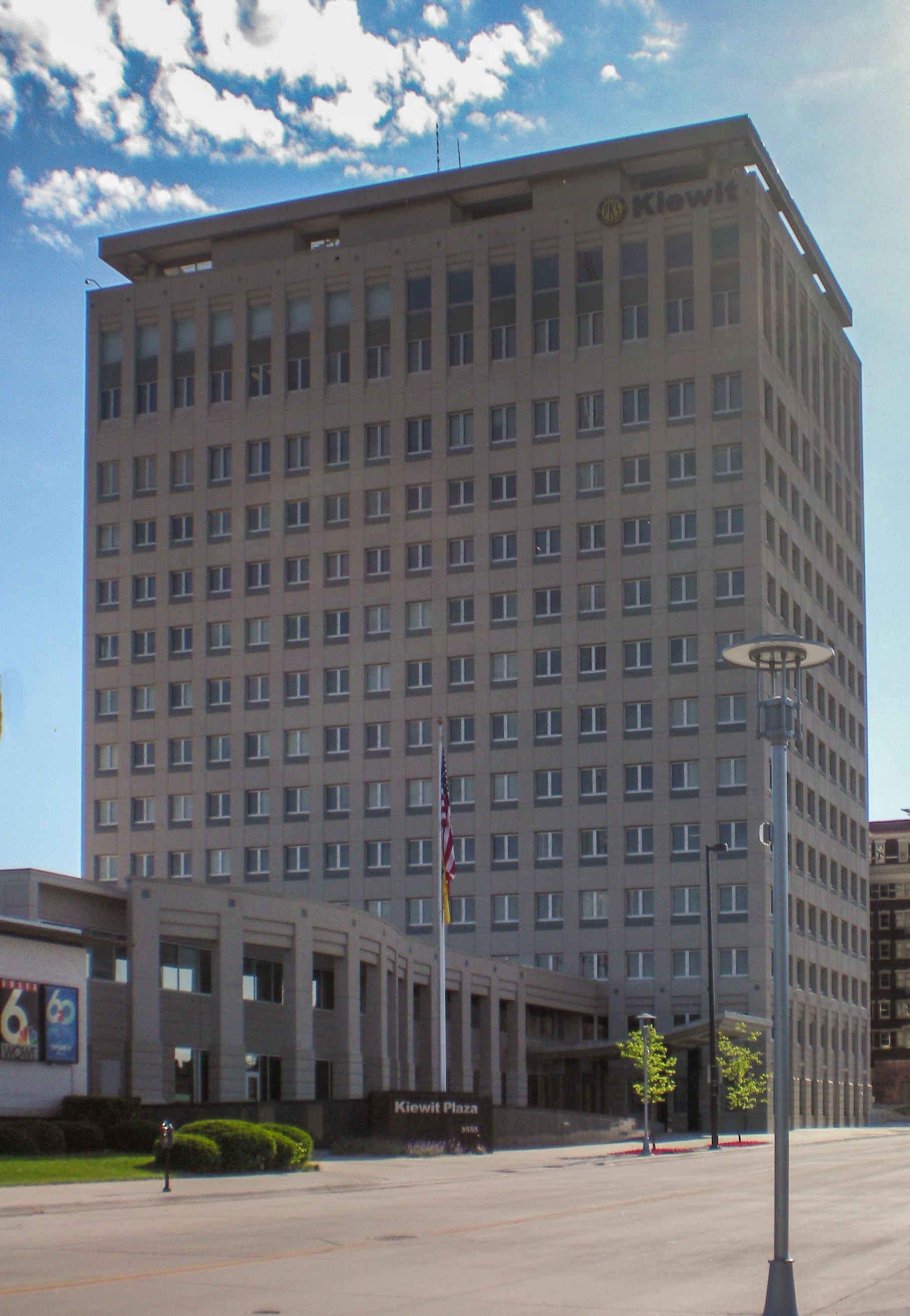
Kiewit Plaza

Kiewit Plaza ist ein Hochhaus in der 3555 Farnam Street Ecke S 36th Street in Omaha, Nebraska, USA. 
Warren Buffett hat sein Büro im 13. Stockwerk.

## Allgemeines
Das Gebäude wurde von 1960 bis 1961 errichtet. Es hat 15 Stockwerke, ist 64 Meter hoch und hat eine Fläche von 16.350 Quadratmetern.
Es ist heute der Firmensitz des namensgebenden Unternehmens Kiewit und von Berkshire Hathaway.
Im Gebäude befinden sich auch ein Fitnesscenter und ein Restaurant.